# Palača Raichl u Subotici
Palača Franje Raichla (Ferenca Raichla) (Reichl, Reichle) u Subotici je secesijska palača. Sagrađena je 1904. godine.Za sebe ju je dao podići Franjo Reichl (Franjo Rajhl, Ferenc Raichl).
Zaštićeni je spomenik kulture u Sjevernobačkom okrugu.
U njoj je nekad bio smješten Gradski muzej koji jekrajem 1960-ih (1948. – 1968.) preselio je u prostorije Gradske kuće, a poslije ova palača bila izložbeni prostor. U palači je djelovala galerija Likovni susret Palić, kasnija Moderna galerija Likovni susret.